# Parc national Barranca del Cupatitzio
Le parc national Barranca del Cupatitzio (espagnol : Parque nacional Barranca del Cupatitzio) est un parc national du Mexique situé au Michoacán. Il a une superficie de 362 ha et a été créée le 2 novembre 1938. Il est géré par la Comisión Nacional de Áreas Naturales Protegidas.